# 愛丁堡 (紐約州)
愛丁堡（英語：Edinburg）是一個位於美國紐約州薩拉托加縣的鎮。

## 人口
根據2020年美國人口普查的數據，愛丁堡的面積為173.77平方千米，當中陸地面積為155.84平方千米，而水域面積為17.94平方千米。當地共有人口1333人，而人口密度為每平方千米8人。